# Mărimea penisului uman
Mărimea penisurilor umane variază, conform numeroaselor măsurători, atât în funcție de lungime, cât și în funcție de circumferință, indiferent că sunt flasce sau erecte. Pe lângă variabilitatea naturală a penisurilor umane, există anumiți factori care pot duce la variații minore la același individ, precum nivelul de excitație, momentul din zi, temperatura ambientală, nivelul de anxietate, activitatea fizică și frecvența activității sexuale.
Comparativ cu alți primate, inclusiv cu exemplare mari precum gorila, penisul uman este cel mai gros, atât în termeni absoluti, cât și în raport cu restul corpului. Cea mai mare parte a creșterii penisului uman are loc în două etape: prima între naștere și vârsta de cinci ani; și a doua, începând cu aproximativ un an după debutul pubertății și până cel târziu în jurul vârstei de 17 ani.
Măsurătorile variază în funcție de studiu, mai ales la studiile în care subiecții își măsoară singuri penisul, față de cele în care sunt măsurați de personalul medical. Un studiu din 1996 privind lungimea în stare flască a identificat o medie de 8,8 cm. În 2015, în urma unui studiu aprofundat pe 15.521 de bărbați, s-a concluzionat că lungimea penisului uman erect este în medie de 13,12 cm, în timp ce circumferința medie a penisului uman este de 11,66 cm. Lungimea penisului în stare flască poate fi uneori un indicator slab al lungimii în stare erectă. În medicină, un penis adult care este anormal de mic (lungime erectă mai mică de 7 cm), dar dezvoltat și funcțional normal, este denumit micropenis.
Nu s-a identificat o corelație statistic semnificativă sau consistentă între dimensiunea penisului și dimensiunea altor părți ale corpului. Anumiți factori de mediu, pe lângă cei genetici pot influența dezvoltarea penisului (cum ar fi prezența substanțelor chimice care dereglează sistemul hormonal al organizmului numite disruptorilor endocrini).

## Studii

Distribuția mărimilor penisului pe lungime
Penisurile erecte (verde) au o lungime de 45% între 12 și 14 cm.

Distribuția mărimilor penisului în funcție de circumferință. Penisurile erecte (verde) au 81% între 10 și 13 cm în circumferință.

In timp ce rezultatele variază ușor în toate studiile de renume, consensul este că media penisului uman, în erectie, este în intervalul 12.9 cm – 15 cm lungime.
În studiul laborios de 30 de ani, efectuat și redactat de Veale & co., fiind cel mai amplu studiu de cercetare medicală pe această temă, publicat în BJU International în 2015, rezultatele au astfel că penisurile întinse flasce și erecte, au lungimi medii de 9,16 cm, respectiv de 13,24 cm, respectiv, și circumferințe flască și erectă de 9,31 cm și 11,66 cm. Lungimile erecte din studiile incluse au fost măsurate prin împingerea stratului grăsime prepubiană către os, iar circumferința flascidă sau erectă a fost măsurată la baza și la mijlocul axului penisului.

### Lungime

#### Flasc
Un studiu a arătat că lungimea medie a penisului flasc este de 8,9 cm (măsurat de medici). O trecere în revistă a unor studii a concluzionat că lungimea medie a penisului flasc este de 9 - 10 cm. Lungimea penisului flasc nu corespunde neapărat cu lungimea penisului în erecție; unele penisuri mici în stare flască se măresc mult în erecție, iar unele penisuri mari în stare flască se măresc destul de puțin în erecție.
Penisul și scrotul se pot contracta involuntar în reacție la temperaturi scăzute sau la nervozitate, datorită acțiunii mușchiului cremaster. Același fenomen afectează cicliștii și utilizatorii bicicletelor de exercițiu, datorită presiunii prelungite asupra perineului din cauza șeii bicicletei și încordării din timpul exercițiului fizic, determinând contracția involuntară a penisului și a scrotului. O șa incorectă poate provoca disfuncție erectilă cele din urmă.

#### Întins
Nici vârsta, nici dimensiunea penisului flasc nu prevăd cu exactitate lungimea în erecție. Lungimea întinsă s-a corelat cu lungimea erectă în unele cazuri. Cu toate acestea, studiile au arătat, de asemenea, diferențe drastice între lungimea întinsă și erectă.
- Studiul din 2015 realizat pe 15.521 de bărbați, a constatat că lungimea medie a unui penis flasc întins a fost de 13,24 cm, care este aproape identică cu lungimea medie a unui penis uman erect, care este de 13,12 cm.[9]
- Un studiu italian făcut pe 3.300 de bărbați, publicat în Urologia Europeană, a concluzionat că lungimea întinsă flască măsurată a fost de 12.5 cm. În plus, au verificat corelațiile într-un subset aleatoriu al eșantionului format din 325 de bărbați. Au găsit câteva remarci statistic semnificative ale lui Spearman: între lungimea flască și înălțimea de 0,208, -0,140 cu greutatea și -0,238 cu IMC, circumferința flască și înălțimea 0,156, lungimea întinsă și înălțimea 0,221, greutatea -0,136, IMC -0,169. De asemenea, au raportat câteva corelații nesemnificative.[10]

#### Erect
Studii științifice au fost efectuate și pe lungimea erectă a penisului adult. Studiile care s-au bazat pe auto-măsurare, inclusiv cele din sondaje pe internet, au raportat constant o lungime medie mai mare decât cele care au utilizat metode medicale sau științifice pentru a obține măsurători.
Următoarele studii măsurate de personalul medical sunt compuse din diferite subgrupuri ale populației umane (cu alte cuvinte, vârste specifice sau rasa; selecția celor cu probleme medicale sexuale sau autoselecție) care ar putea provoca o prejudiciu eșantionului.

### Circumferința erectă
Există rezultate similare în ceea ce privește studiile circumferinței penisului adult, complet erect, cu măsurarea, de obicei, efectuată la mijlocul corpului penisului. Ca și în cazul lungimii, studiile care s-au bazat pe automăsurare au raportat, în mod constant, o medie semnificativ mai mare decât cele cu personalul medical care a măsurat. Într-un studiu privind mărimea penisului, unde s-au efectuat măsurători într-un cadru de laborator, circumferința medie a penisului erect a fost de 11,66 cm.

### Mărimea la naștere
Mărimea medie a penisului întins la naștere este de aproximativ 4 cm, iar la 90% dintre băieții nou născuți, lungimea variază între 2,4 cm și 5,5 cm.
Creșterea penisului este lentă de la naștere până în jurul vârstei de 5 ani, însă și după vârsta de 5 ani creșterea penisului nu este accelerată, dar este ceva mai accentuată, situație ce continuă până la pubertate. Mărimea medie a penisului înainte de pubertate este de 6 cm ajungând la finalul celor aproximativ 5 ani de pubertate la dimensiunile de adult (14 - 18 cm erect). W.A. Schonfeld a publicat un articol despre curba creșterii penisului în 1943.

### Dimensiune odată cu îmbătrânirea
Autorii unor cerecetări legate de mărimea penisului, au concluzionat că: "lungimea penisului flasc de 4 cm la naștere se modifică puțin până la pubertate cand are loc, sub influența hormonilor, modificări majore si ireversibile."
Se crede că vârsta nu afectează negativ dimensiunea penisului. „Studiile individuale de cercetare au sugerat că dimensiunea penisului este mai mică în studiile care se concentrează asupra bărbaților mai în vârstă, dar Wylie și Eardley nu au găsit diferențe generale atunci când au colaborat rezultatele diferitelor studii (pe o perioadă de 60 de ani)”.

### Mărime și înălțime
O lucrare din 2015 a literaturii de specialitate ce a coroborat mai multe studii ce au încercat să arate dacă există vreo relație între înălțimea corporală și lungimea întinsă, flască și erectă a penisului, astfel șapte studii au descris o slabă corelație între aceste două mărimi , iar alte două studii nu au găsit nicio corelație între aceste două mărimi.

### Mărimea și mâinile
Un studiu a investigat relația cu raportul cifrelor și a constatat că bărbații cu degetele inelare mai lungi decât degetele index aveau penisuri puțin mai lungi. Cu toate acestea, concepția greșită comună conform căreia mărimea mâinii prezice mărimea penisului a fost discreditată pe scară largă.

### Mărime și rasă
Credința că dimensiunea penisului variază în funcție de rasă nu este susținută de dovezi științifice. Un studiu din 2005 a raportat că „nu există niciun fond științific care să susțină presupusul penis excesiv la oameni de culoare”. De fapt, un studiu realizat pe 253 de bărbați din Tanzania a descoperit că lungimea medie a penisului flasc întins la bărbații din Tanzania este de 11 cm. lungime, mai mică decât media la nivel mondial, lungimea penisului flasc întins de 13,24 cm. și lungimea medie a penisului erect de 13,12 cm.
Un studiu efectuat pe 115 bărbați din Nigeria a copnstatat că lungimea medie a penisului flasc, întins la bărbații nigerieni, este de 13,37 cm, care este aproape identică cu media mondială. O revizuire sistematică din 2015 a constatat că nu este posibil să se tragă concluzii despre mărime și rasă din literatura de specialitate disponibilă și că trebuie efectuate cercetări suplimentare.

### Utilizarea prezervativului
Un studiu australian realizat pe 184 de bărbați a analizat lungimea și circumferința penisului în legătură cu ruperea sau alunecarea prezervativului. Au fost utilizate 3.658 de prezervative. Studiul a descoperit că, atunci când au fost utilizate corect, prezervativele au avut o rată de rupere de 1,34% și o rată de alunecare de 2,05%, pentru o rată totală de eșec de 3,39%. Dimensiunile penisului nu au influențat alunecarea, deși circumferința penisului și prezervativele rupte au fost puternic corelate, mărimile mai mari crescând rata de rupere.

### Preferințele de mărime între partenerii sexuali
Într-un mic studiu realizat de Universitatea din Texas și publicat în BMC Women Health, 50 de studenți au fost chestionați de doi sportivi de sex masculin populari din campus despre percepțiile lor de satisfacție sexuală și s-a ajuns la concluzia că lățimea penisului se simte mai bine decât lungimea unui penis, când subiecții li se cere să aleagă între cei doi (dimensiunea a fost lăsată nespecificată). De asemenea, s-a ajuns la concluzia că acest lucru poate arăta că mărimea penisului în general afectează satisfacția sexuală, deoarece femeile au ales între cele două opțiuni pe care le-au fost date.
Într-o poveste de copertă de Psychology Today, 1.500 de cititori (aproximativ două treimi femei) au fost chestionate despre imaginea corpului masculin. Multe dintre femei nu au fost preocupate în special de dimensiunea penisului și peste 71% au considerat că bărbații au supraestimat importanța dimensiunii și formei penisului. În general, femeile intervievate îi pasau mai mult de lățimea decât credeau bărbații și mai puțin de lungime decât credeau bărbații, deși rezistența îngrijirii fiecăreia dintre femei a arătat un model similar.
Un alt studiu, realizat la Spitalul Universitar Groningen, a solicitat 375 de femei active sexual (care au născut recent) importanța dimensiunii penisului ale cărei rezultate au arătat că 21% dintre femei au simțit că lungimea este importantă și 32% au considerat că circumferința este importantă.

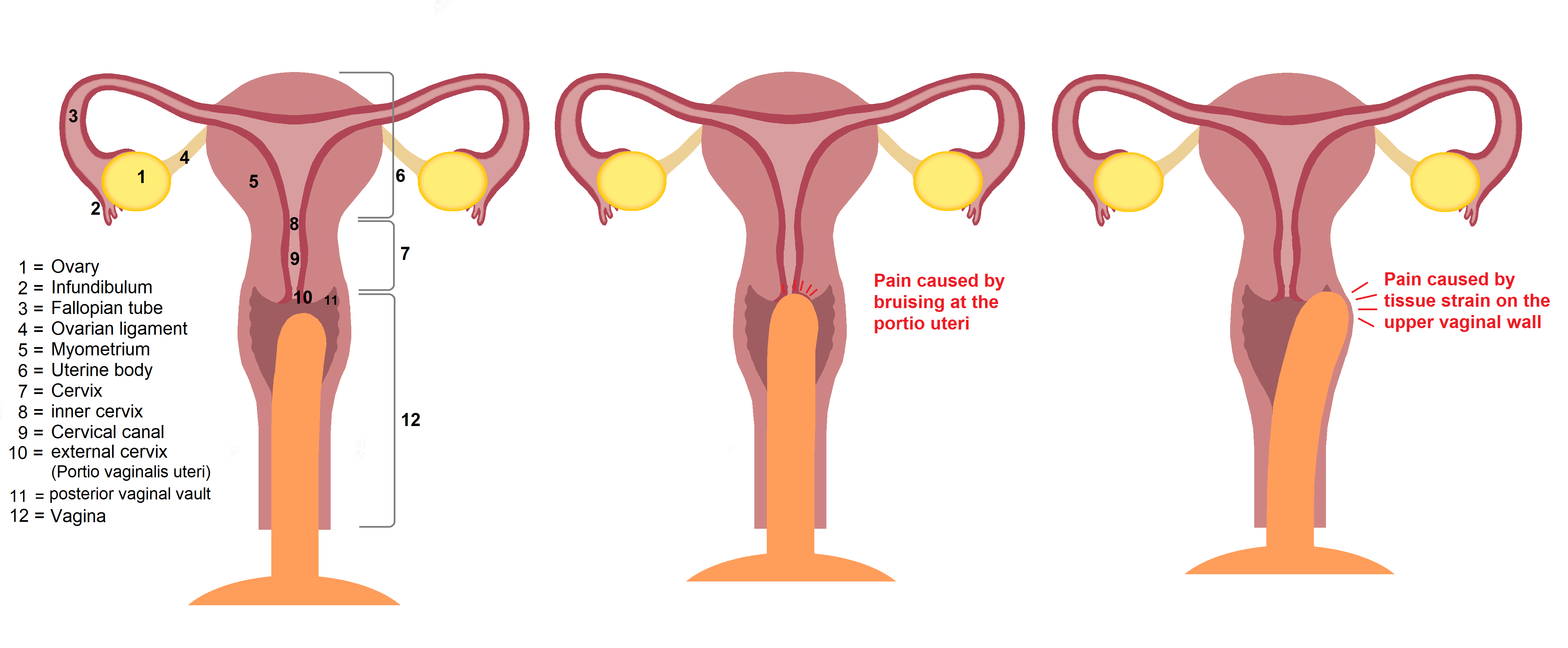
O posibilă cauză a durerii în timpul actului sexual vaginal al penisului poate fi un penis relativ lung, dacă bărbatul nu primește feedback de la femeie sau dacă nu înțelege cum să-l folosească cu atenție sau în cazul violului, unde extinderea vaginului, care apare în mod normal treptat datorită excitării sexuale a femeii, nu se întâmplă.

Un studiu realizat la Universitatea Națională Australiană, publicat la începutul anului 2013, a arătat că dimensiunea penisului influențează atracția sexuală a unui bărbat, iar cu cât bărbatul este mai înalt, cu atât efectul este mai mare. Studiul a arătat imagini 3D generate de computer la dimensiunea vieții, modificând înălțimea și alte atribute fizice, femeile înregistrând de obicei preferințe în sub 3 secunde. O preferință pentru dimensiunea penisului pentru bărbați mai înalte a fost notabilă.
Un studiu american publicat în 2015 privind preferințele declarate ale unui grup de 75 de femei care folosesc modele tipărite 3D ca referințe la scară au arătat o lungime preferată a penisului de 16 cm și o circumferință preferată de 12.2 cm pentru partenerii sexuali pe termen lung, cu dimensiuni preferate puțin mai mari, cu o lungime de 16,3 cm și circumferința de 12,7 cm pentru întâlniri sexuale de o singură dată. Potrivit studiului, cu toate acestea, atunci când se estimează lungimea penisului partenerului lor, cele mai multe femei ar spune o dimensiune semnificativ mai mică decât ceea ce partenerul lor a fost înregistrat să fie. Acest lucru sugerează că percepția dimensiunii nu este în întregime exactă. Impresia vizuală a dimensiunii nu este neapărat în corelație cu senzația din vulvă și vagin. Un penis foarte lung poate provoca dispareunie, dacă bărbatul nu înțelege cum să-l folosească cu atenție.

## Biochimie
Hormonii androgenii precum testosteronul sunt responsabili pentru mărirea și alungirea penisului în perioada pubertății. Mărimea penisului este corelată pozitiv cu creșterea nivelului de testosteron în perioada pubertății. Cu toate acestea, după pubertate, administrarea de testosteron nu este capabilă să afecteze dimensiunea penisului, iar deficiența de androgeni la bărbații adulți are ca rezultat doar o scădere mică a dimensiunii. Hormonul de creștere (GH) și factorul de creștere asemănător insulinei (IGF-1) sunt, de asemenea, implicați în mărimea penisului, cu deficiență (cum ar fi cea observată în deficiența de hormon de creștere sau sindromul Laron) în stadii critice de dezvoltare având potențial de rezultă micropenis.

## Variabilitate

### Genetică
Există anumite gene, precum genele homeobox (Hox a și d), care pot avea un rol în reglarea mărimii penisului. La om, gena AR localizată pe cromozomul X la Xq11-12, care poate determina mărimea penisului. Gena SRY localizată pe cromozomul Y poate avea un rol de jucat. Variația în dimensiune poate fi adesea atribuită mutațiilor de novo. Deficiența hormonului de creștere hipofizară sau a gonadotropinelor sau a unor grade ușoare de insensibilitate la androgeni poate provoca dimensiuni mici ale penisului la bărbați și poate fi abordată cu tratamentul cu hormon de creștere sau testosteron în copilărie timpurie. 

### Condiții
Dacă penisul unui bărbat adult măsoară mai puțin de 7 cm lungime, dar în schimb este dezvoltat normal, este considerat medical ca fiind micropenis. Afecțiunea este prezentă la 0, 6 % din bărbați. Câteva din cauzele identitate ale acestei afecțiuni sunt deficiența hipofizară de hormoni de creștere sau gonadotropine, insensibilitate scăzută la hormonii androgini, o varietate de sindroame genetice și variații genice. Unele tipuri de micropenis pot fi ameliorate încă din copilărie prin administrarea de hormoni de creștere sau de testosteron. Se pot face și operații în caz de micropenis la adulți.

### Influența mediului
S-a sugerat că diferențele de dimensiune a penisului între indivizi sunt cauzate nu numai de genetică, ci și de factori de mediu, cum ar fi cultura, dieta și expunerea chimică sau la poluare. Întreruperea endocrinei care rezultă din expunerea chimică a fost legată de deformarea genitală la ambele sexe (printre multe alte probleme). Produse chimice atât din substanțe sintetice (de exemplu, pesticide, triclosan anti-bacterian, plastifianți pentru materiale plastice), cât și naturale (de exemplu, substanțe chimice găsite în uleiul de arbore de ceai și ulei de lavandă) au fost legate de diferite grade de perturbare endocrină. 
Atât PCB-urile, cât și plastifiantul DEHP au fost asociate cu dimensiunea penisului mai mică. Metaboliții DEHP măsurați din urina femeilor însărcinate au fost asociați semnificativ cu scăderea lățimii penisului, distanța anogenitală mai scurtă și descendența incompletă a testiculelor fiilor lor nou-născuți, replicând efectele identificate la animale. Aproximativ 25% dintre femeile din SUA au niveluri de ftalați similare cu cele din studiu.  
Un studiu realizat în 2007 de Universitatea din Ankara, Facultatea de Medicină, a descoperit că dimensiunea penisului poate scădea ca urmare a unor terapii hormonale combinate cu terapia cu radiații externe cu fascicul. În plus, unele medicamente pentru fertilitate pe bază de estrogen , cum ar fi dietilstilbestrol (DES), au fost legate de anomalii genitale sau de un penis mai mic decât normal (microphallus).

### Evoluție
Penisul uman este mai gros decât cel al oricărui alt primat, atât în termeni absoluti, cât și în raport cu restul corpului. Cercetările timpurii, bazate pe măsurători inexacte, au concluzionat că penisul uman este de asemenea mai lung. De fapt, penisul cimpanzeului comun nu este mai scurt decât la oameni, în medie 14,4 cm (5,7 inch), iar unele alte primate au dimensiuni comparabile ale penisului în raport cu greutatea lor corporală.
Nu au fost stabilite motivele evolutive pentru creșterea grosimii. O explicație este că penisurile mai groase sunt o adaptare la o creștere corespunzătoare a dimensiunii vaginale. Se crede că canalul vaginal s-a extins la om pentru a se adapta la dimensiunile mai mari ale craniului nou-născutului. Femeile pot avea apoi bărbați selectați cu penisuri suficient de mari pentru a-și potrivi vaginul, pentru a oferi stimulare sexuală și pentru a asigura ejacularea.  

## Percepții istorice

### Preistoria și civilizațiile timpurii
Percepțiile despre mărimea penisului sunt specifice culturii. Unele sculpturi și petroglife preistorice prezintă figuri masculine cu penisuri erecte exagerate. Convențiile culturale și artistice egiptene antice împiedicau, în general, să apară pene mari în artă, întrucât erau considerate obscene, dar figurile masculine scrupule și calvoase din Papirusul Erotic din Torino sunt arătate cu organe genitale exagerat de mari. Zeul egiptean Geb este uneori arătat cu un penis erect masiv, iar zeul Min este aproape întotdeauna arătat cu o erecție.  

### Antichitate
Grecii antici credeau că penisurile mici erau ideale. Oamenii de știință cred că majoritatea grecilor antici au avut, probabil, aproximativ aceleași penisuri de mărime ca și majoritatea altor europeni, dar portretizări artistice grecești de tineri frumos arată - le cu inordinately mici, necircumcisi penisuri cu disproporționat de mari prepuțului, care indică faptul că acestea au fost văzute ca ideal. Penisurile mari din arta greacă sunt rezervate exclusiv figurilor grotesc comic, cum ar fi satirile, o clasă de spirite împădurite, asemănătoare cu calul, care sunt arătate în arta greacă cu penisuri absurd de masive. Actorii care înfățișează personaje masculine din comedia greacă antică purtau penisuri enorme, false, roșii, care străluceau sub costumele lor; acestea erau destinate ca fiind ridicole și trebuiau să fie râzute.  
În comedia The Clouds a lui Aristofan, „Mr. Good Reason” oferă personajului Pididide o descriere a tinereții ideale: „Un piept strălucitor și pielea strălucitoare, / umerii largi, o limbă mică, / un fund puternic și o puțină minusculă. " În mitologia greacă, Priapus, zeul fertilității, avea un penis imposibil de mare, care era întotdeauna permanent în erecție. Priapus a fost văzut pe scară largă ca fiind hidos și neatractiv. O scolie despre Apollonius din Argonautica lui Rhodos afirmă că, atunci când mama lui Priapus Afrodita, zeița iubirii și a frumuseții, i-a dat naștere, ea a fost atât de îngrozită de mărimea penisului său, potbelly masiv și limba sa uriașă încât ea l-a abandonat să moară în pustie. Un păstor l-a găsit și l-a crescut ca fiul său, descoperind ulterior că Priapus își poate folosi penisul masiv pentru a ajuta la creșterea plantelor.  
Cu toate acestea, există indicii că grecii aveau o minte deschisă cu privire la penisurile mari. O statuie a zeului Hermes cu un penis exagerat stătea în afara porții principale a Atenei iar la Alexandria în 275 î.Hr., o procesiune în onoarea lui Dionis a tras un falus de 180 de metri prin oraș și oamenii o venerau cântând imnuri și recitând poezii. Romanii, spre deosebire de greci, par să fi admirat penisuri mari și un număr mare de falli mari au fost recuperați din ruinele Pompei. Depresiile lui Priapus erau foarte populare în arta și literatura erotică romană. Peste optzeci de poezii obscene dedicate lui au supraviețuit.  

Dimensiunea penisului este menționată în Biblie: 
 18 Când a continuat-o să-și înfrumeze atât de deschis și să-i evadeze goliciunea, m-am întors dezgustat de ea, așa cum m-am întors dezgustat de sora ei. 19 Totuși, ea și-a sporit curva, amintindu-și zilele tinereții, când a jucat curva în țara Egiptului 20 și a poftit după iubitorii ei de acolo, ai căror membri erau ca cei ai măgăriilor și a căror problemă era ca cea a cailor. Ezekiel 23:18–20, Versiunea standard engleză. 
 Legenda antică chineză susține că un bărbat pe nume Lao Ai a avut cel mai mare penis din istorie și că a avut o aventură cu regina Dowager Zhao (c. 280–228 î.Hr.), mama lui Qin Shi Huang, prin faptul că se preface că este un eunuc. Coreenii antici admirau penisuri mari, iar regele Jijeung (437–514 d.Hr.) din dinastia Silla se spune că ar fi avut un penis de patruzeci și cinci de centimetri, atât de mare încât subordonații săi trebuiau să caute o femeie care să i se potrivească. Picturile erotice tradiționale japoneze arată de obicei organele genitale ca fiind exagerat de mari. Cea mai veche pictură cunoscută de acest tip, găsită în Templul Hōryū-ji din Ikaruga, datează din secolul al VIII-lea d.Hr. și prezintă un penis destul de mare.  
Tratatul sexual antic indian Kama Sutra, scris inițial în sanscrită, probabil între secolele al II-lea și al IV-lea d.Hr., îi împarte pe bărbați în trei clase pe baza mărimii penisului: mărimea „iepurii” (5-7 cm când este erect), dimensiunea "taur" (10-15 cm) și dimensiunea „calului” (18-20) cm). Tratatul împarte vaginele femeilor în trei mărimi („căprioare”, „iapă” și „elefant”) și sfătuiește ca un bărbat să se potrivească cu dimensiunea vaginului femeii cu care face sex la dimensiunea lui propriul penis. De asemenea, oferă sfaturi dubioase din punct de vedere medical cu privire la modul de a-și mări penisul cu ajutorul unor înțepături de viespe.  

### Evul mediu și Renașterea

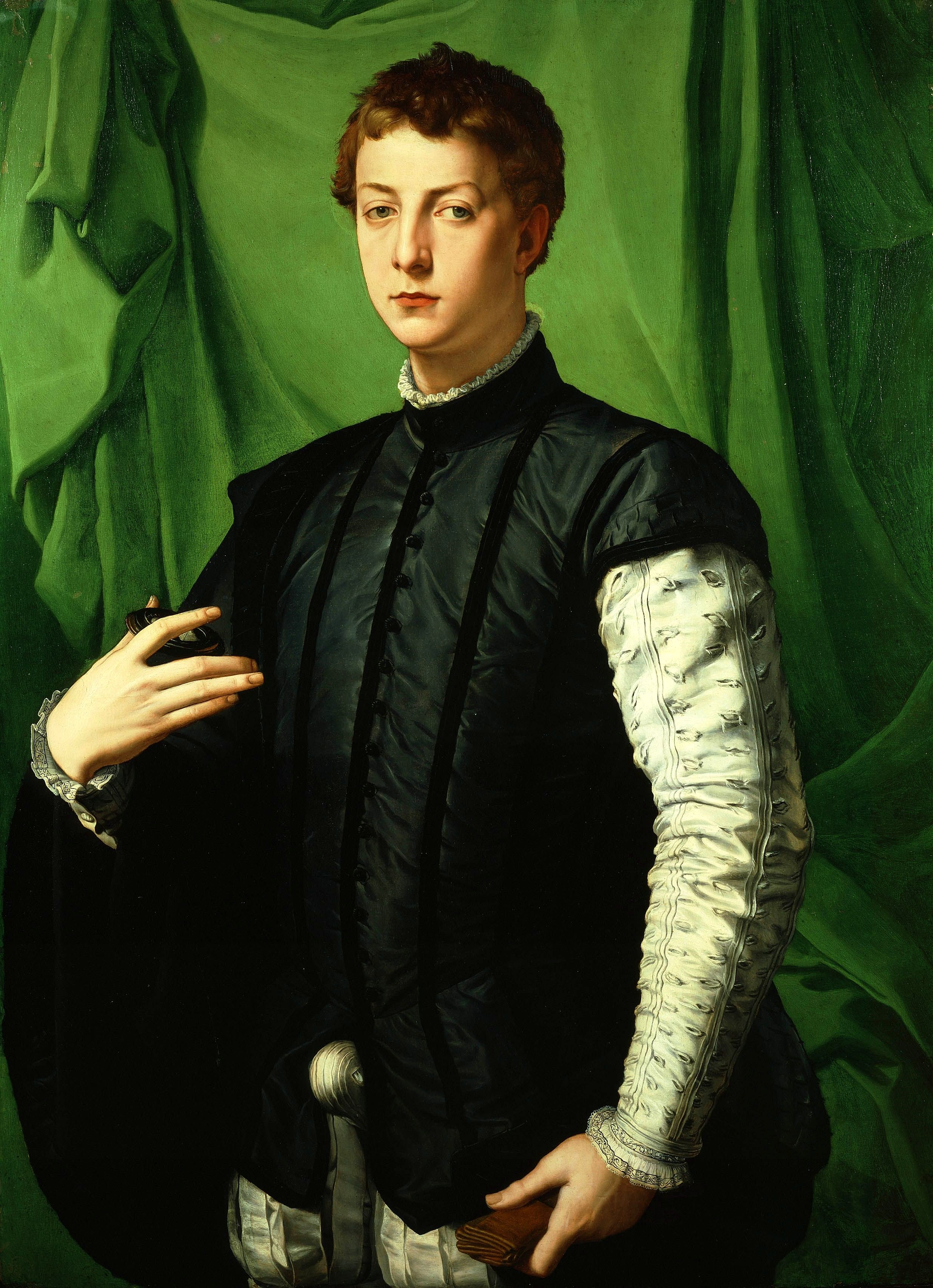
Portretul lui Lodovico Caponi (pictat c. 1550-1555) de Angelo Bronzino arată o căpățână care privește de sub geaca tânărului. Coroavele mai mari erau considerate mai la modă.

În literatura arabă medievală, a fost preferat un penis mai lung, așa cum este descris într-o poveste O mie și una de nopți numită „Ali with the Member Member”. Ca o satira ingenioasa a acestei fantezii, autorul afro-arab al secolului al IX-lea, Al-Jahiz, a scris: „Dacă lungimea penisului ar fi un semn de onoare, atunci catârul ar aparține Quraysh ” (tribul căruia i-a aparținut Mohamed și din care a coborât).
Norsemenii medievali au considerat mărimea penisului unui bărbat drept măsura bărbăției sale, și un talisman magic norvegian din secolul al treisprezecelea din Bergen, o glumă din lemn inscripționată cu scrierea în scenă runică, îi promite purtătorului său: „Vă va naiba Rannveig roșu. Acesta va fi mai mare decât înțepătoria unui bărbat și mai mic decât înțepatul unui cal. " Un raport de la sfârșitul secolului al XIV-lea al vieții Sfântului Óláfr din Flateyjarbók descrie un ritual păgân, care se centra în jurul unui penis de cal păstrat folosit ca artefact de cult, care membrii cultului ar trece prin cerc, alcătuind versete laudându-l, încurajându-l și pe ceilalți membri ai grupului să se comporte în moduri sugestive sexual.  
În timpul Renașterii, unii bărbați din Europa au început să poarte șalpi, ceea ce le-a accentuat organele genitale. Nu există nicio dovadă directă conform căreia a fost purtat în mod necesar pentru a îmbunătăți dimensiunea aparentă a penisului purtătorului dar ciucurile mai mari au fost văzute ca la modă.  

## Percepții contemporane

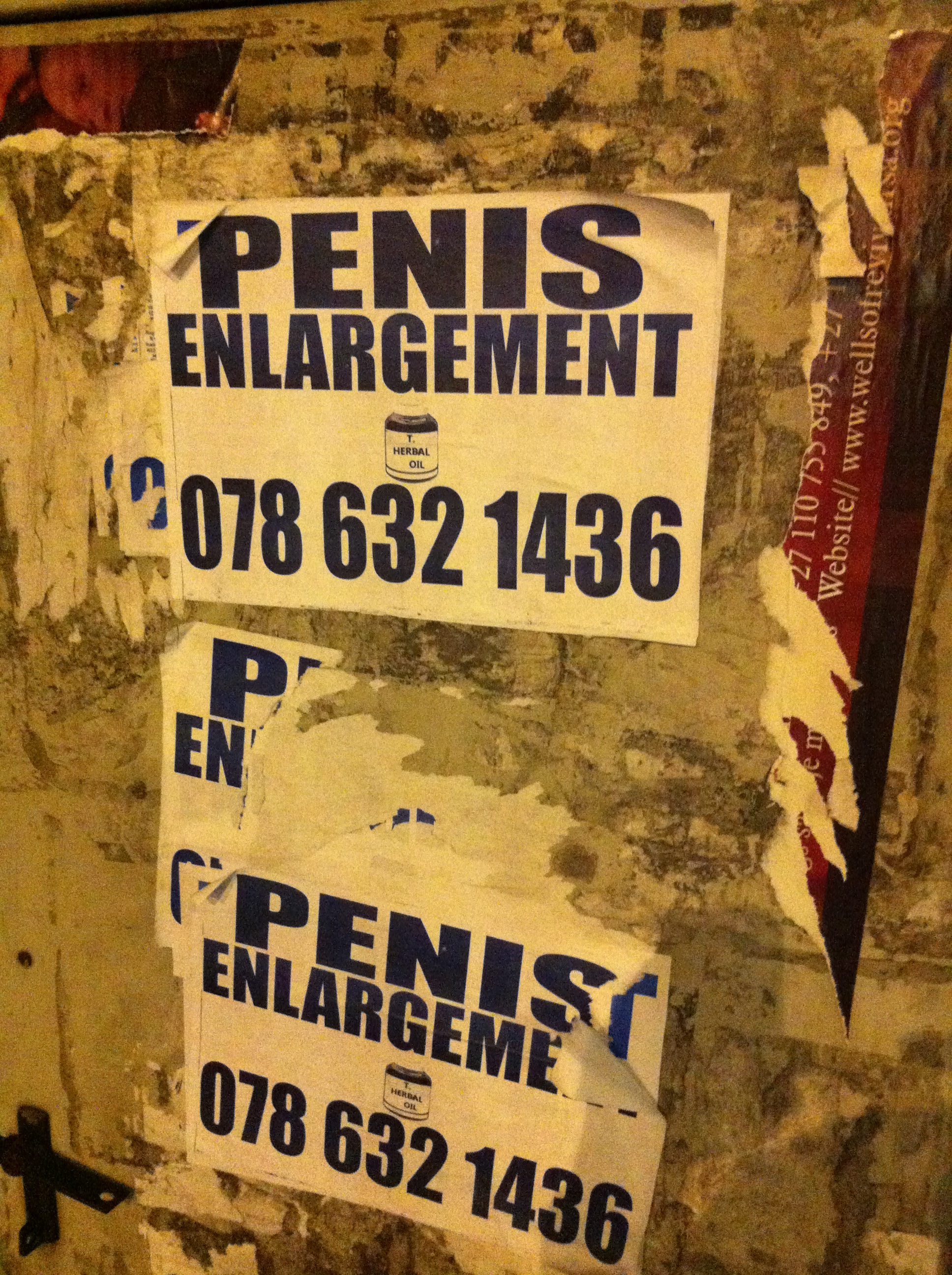
Afiș pentru mărirea penisului din Africa de Sud

### Percepția de sine masculină
Masculii pot subestima destul de ușor dimensiunea propriului penis în raport cu cele ale altora. Un sondaj realizat de sexologi a arătat că mulți bărbați care credeau că penisul lor era de dimensiuni inadecvate au penisuri de dimensiuni medii. Un alt studiu a considerat că educația sexuală a măsurătorilor standard ale penisului este utilă și ușor pentru pacienții preocupați de mărimea penisului mic, cei mai mulți dintre ei având credințe incorecte despre ceea ce este considerat normal din punct de vedere medical. Percepția de a avea un penis mare este adesea legată de stima de sine mai mare. Temerile de micșorare a penisului în folclor au dus la un tip de isterie în masă numită panică a penisului, deși penisul poate, în mod legitim, să se micșoreze ca mărime, datorită formării de țesuturi cicatrice în penis, dintr-o afecțiune medicală numită boala Peyronie. Comercianții produselor de mărire a penisului exploatează temerile de inadecvare, dar nu există un consens în comunitatea științifică cu privire la nici o tehnică nechirurgicală care crește permanent fie grosimea, fie lungimea penisului erect care cade deja în intervalul normal. 

### Reducerea și mărirea
Preocupările private pe larg legate de mărimea penisului au dus la o serie de afirmații folclorice și reflecții ale culturii populare legate de mărimea penisului. Panica penisului este o formă de isterie în masă care implică îndepărtarea sau micșorarea penisului, cunoscut sub numele de sindrom de retracție genitală. Penisul se poate micsora semnificativ datorită formării de țesuturi cicatrice dintr-o afecțiune numită boala Peyronie care afectează până la 10% dintre bărbați. Produse precum pompele de penis, pastilele și alte mijloace dubioase de mărire a penisului sunt unele dintre cele mai comercializate produse în spam-ul prin e-mail. În prezent, nu există un consens în comunitatea științifică cu privire la nici o tehnică nechirurgicală care crește permanent fie grosimea, fie lungimea penisului erect, care se încadrează deja în intervalul normal (4,5 "7").

### Printre homosexualii de sex masculin
Un studiu efectuat la Universitatea Utrecht a constatat că majoritatea bărbaților homosexuali din studiu considerau un penis mare drept ideal și că unul avea legătură cu stima de sine. Un studiu care analizează setul de date Kinsey auto-raportat a constatat că penisul mediu al unui bărbat homosexual a fost mai mare decât penisul mediu al omologilor lor heterosexuali (16,05 cm lungime în rândul bărbaților gay față de 15.21 cm la heterosexuali și 12,57 cm circumferința dintre bărbații gay față de 12.19 cm la bărbații heterosexuali).

### Mărimea altor părți ale corpului
O corelație semnificativă statistic între mărimea penisului și mărimea altor părți ale corpului nu a fost găsită în cercetare. Un studiu, Siminoski și Bain (1988), a constatat o corelație slabă între mărimea penisului întins și dimensiunea și înălțimea piciorului; cu toate acestea, era prea slab pentru a fi utilizat ca estimator practic. O altă investigație, Shah și Christopher (2002), care i-a citat pe Siminoski și Bain (1988), nu a reușit să găsească nicio dovadă pentru o legătură între mărimea pantofului și dimensiunea penisului întins, afirmând „presupusa asociere a lungimii penisului și a mărimii pantofului nu are nici o bază științifică”.
Poate exista o legătură între malformația organelor genitale și a membrelor umane. Dezvoltarea penisului într-un embrion este controlată de unele din aceleași gene Hox (în special HOXA13 și HOXD13) ca cele care controlează dezvoltarea membrelor. Mutațiile unor gene Hox care controlează creșterea membrelor provoacă organe genitale malformate (sindromul genital mâna-picior).

### Pornografie, bărbați negri și dimensiunea penisului
Deși peste 46% dintre oameni au vizionat pornografie, între 30%–90% dintre femei și 60%–98% dintre bărbați au făcut acest lucru la un moment dat în viață. Între 1973 și 2016, comparativ cu alte grupuri rasiale, femeile și bărbații de culoare au fost raportați ca fiind cei care au consumat cel mai mult pornografie. Pornografia tinde să prezinte persoanele de culoare prin stereotipuri rasiste și sexiste, cum ar fi ideea că acestea ar fi hipersexuale și animalice, și le obiectifică sexual prin accentul pus pe vigoarea sexuală și pe organele genitale. Aceste reprezentări sunt generate social și întărite prin producția și oferta de pornografie, cum ar fi pornografia cu persoane de culoare („Black porn”) și pornografia interrasială, apărută inițial în 1982, și pornografia cu „penisuri mari de culoare” („big black cock”, abreviat BBC), care răspunde apoi cererii consumatorilor, precum bărbați albi cu fantezii despre sexualitatea persoanelor de culoare. Pe Pornhub, termenii de căutare de top în 2022 au fost: „Black” (al 13-lea cel mai căutat), „BBC” (al 9-lea), și „Ebony” (al 3-lea și cel mai căutat termen).

## Mărirea penisului

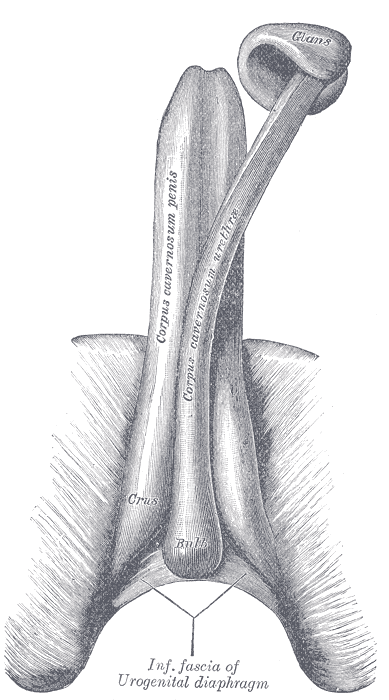
Procedurile de extindere a penisului sunt concepute pentru a crește dimensiunea cilindrilor cavernoși ai penisului sau pentru a stimula fluxul sanguin pentru a crește duritatea.

Mărirea penisului (sau îmbunătățirea masculină) se referă la orice tehnică menită să crească dimensiunea penisului uman. Unele metode urmăresc să mărească lungimea totală, altele grosimea tijei, iar altele dimensiunile glandului sau prepuțului. Tehnicile includ intervenții chirurgicale, suplimente, unguente, plasturi și metode fizice precum pomparea, jelqing-ul și tracțiunea.
Metodele chirurgicale pot fi eficiente, dar implică riscuri considerabile de complicații și nu sunt recomandate medical decât în cazuri de micropenis. Metodele non-invazive au fost puțin studiate științific, iar majoritatea nu au dovezi care să le ateste eficiența. Totuși, există dovezi limitate că tracțiunea prelungită poate produce o anumită alungire. Unele produse dubioase pot îmbunătăți erecția, fiind confundate de consumatori cu mărirea penisului.

### Metode chirurgicale
Există mai multe proceduri chirurgicale pentru mărirea penisului, dar majoritatea prezintă riscuri semnificative. Intervențiile realizate de persoane neautorizate pot duce la complicații grave.
Printre metode se numără augmentarea peniană și secționarea ligamentului suspensor. Augmentarea constă în injectarea sau grefarea de celule adipoase în penis. Injectarea poate cauza umflături sau deformări, iar în cazuri extreme, poate necesita amputare. Grefarea poate fi eficientă, dar efectul poate dispărea în timp. Secționarea ligamentului crește lungimea penisului flasc, dar nu și pe cea în erecție și poate afecta funcția sexuală. Complicațiile injecțiilor subcutanare de grăsime și secționarea ligamentului suspensor pot include cicatrizare, micșorarea penisului și disfuncție erectilă.
Totuși, în cazuri de micropenis, intervențiile chirurgicale pot îmbunătăți funcțiile urinare sau sexuale.

### Suplimente
Pastilele, plasturii și unguentele pentru mărirea penisului sunt vândute online, dar sunt considerate ineficiente.

### Tehnici fizice

O pompă de penis pe bază de apă

Acestea includ dispozitive de tracțiune, greutăți suspendate și pompe cu vacuum.
Pompa peniană creează presiune negativă care atrage sângele în penis. Modelele aprobate medical limitează presiunea, dar cele comerciale pot cauza leziuni dacă sunt folosite incorect. Pentru menținerea erecției după folosire, se aplică un inel la baza penisului (dar purtarea acestuia mai mult de 30 de minute poate duce la disfuncții permanente). Deși terapia cu vacuum poate preveni atrofia penisului, nu s-a dovedit eficientă pentru alungire.
„Jelqing” (din persanul jalq zadan), adică „a se masturba”, și presupune masarea și stoarcerea manuală a penisului semierect de la bază spre vârf. Are origini arabe antice și este cunoscut și ca „muls”. Nu există dovezi medicale care să-i susțină eficiența, iar unii medici avertizează că poate cauza fibroze sau sindromul penisului flasc dur.
Dispozitivele de tracțiune aplică o forță constantă asupra glandului. Sunt folosite mai ales pentru tratarea bolii Peyronie, dar unele studii indică și posibile efecte asupra lungimii penisului la bărbații sănătoși. Totuși, alte studii sugerează că efectele pot fi neglijabile.

### Societate și cultură
Mulți bărbați care caută mărirea penisului au dimensiuni normale și pot suferi de disforie peniană, subestimând propria mărime și supraestimând media. Produse pentru mărirea penisului au fost promovate agresiv în anii 1990–2000.
În 2013, în Vietnam, mai mulți bărbați au injectat silicon lichid în penis, ajungând la spital cu infecții, necroză, tumori și disfuncții sexuale.

## Reducerea penisului
Reducerea penisului sau chirurgia de reducere a penisului se referă la eforturi sau la o varietate de tehnici menite să scadă grosimea sau lungimea penisului uman, în special în stare erectă. Motivația pentru o astfel de procedură poate varia, de la complicații precum macropenisul, limfedemul genital sau reconfigurarea sexuală până la situații în care forma sau dimensiunea penisului existent îl face nepotrivit pentru actul sexual și implică dezavantaje sociale asociate dimensiunilor peniene excesive. Cauzele macropeniei pot include boala cu siclemie sau priapismul. Procedura poate presupune îndepărtarea țesutului de sub pielea penisului, ameliorări prin proceduri chirurgicale simple de excizie sau tratament medicamentos antihipertensiv. Astfel de intervenții au fost luate în considerare de bărbați ale căror partenere s-au plâns de disconfort din cauza penetrării adânci ce atinge colul uterin, precum și de cei care urmăresc o stimulare suplimentară a clitorisului.